# Гхазипур
Гхазипур (хинди ग़ाज़ीपुर, англ. Ghazipur) — город на востоке индийского штата Уттар-Прадеш, вблизи границы со штатом Бихар.

## География
Город протянулся вдоль левого берега реки Ганг, примерно в 70 км к востоку от Варанаси. Средняя высота составляет 62 м над уровнем моря. Климат — влажный субтропический, с сильными различиями между зимними и летними температурами. Среднегодовая норма осадков — 1110 мм.

## Население
По данным переписи 2001 года население города составляло 105 243 человека. Доля мужчин — 53 %, женщин — 47 %. Уровень грамотности — 69 % (76 % мужчин и 62 % женщин). Доля детей в возрасте младше 6 лет — 13 %. По данным переписи 2011 года, население составило 121 136 человек.

## Экономика
Экономика базируется главным образом на сельском хозяйстве. Промышленность представлена небольшими предприятиями, производящими мебель, кожу, обувь, посуду, свечи и ручные ткацкие станки.

## Транспорт
Гхазипур — крупный железнодорожный узел. Через город проходят национальные шоссе № 29 (непальская граница — Горакхпур — Варанаси); № 19 (Гхазипур — Патна) и № 97 (Гхазипур — Чандаули). Ближайший аэропорт находится в Варанаси (около 90 км от Гхазипура). Кроме того, город является крупный портом на Ганге.